# Justus a Abundius
Svatí Justus a Abundius byli mučedníci ve Španělsku.

## Život
Za svou křesťanskou víru byli za panování císaře Numeriana zabiti. Prvně byli upalováni na hranici, ale když se jich plameny nedotkly, byli sťati. Zemřeli roku 283.
Jejich svátek se slaví 14. prosince.